# Bundesstrasse 56
Bundesstrasse 56 är en förbundsväg i Nordrhein-Westfalen, Tyskland. Vägen går ifrån Gränsövergång Selfkant till Gummersbach. Vägen är omkring 160 kilometer lång.